# Der Mann im Futteral
Der Mann im Futteral (russisch Человек в футляре, Tschelowek w futljare), auch Der Mensch im Futteral,  ist eine Erzählung des russischen Schriftstellers Anton Tschechow, die im Juliheft 1898 der Moskauer Zeitschrift Russkaja Mysl erschien. Arthur Luthers Übersetzung kam 1926 auf den deutschsprachigen Markt.

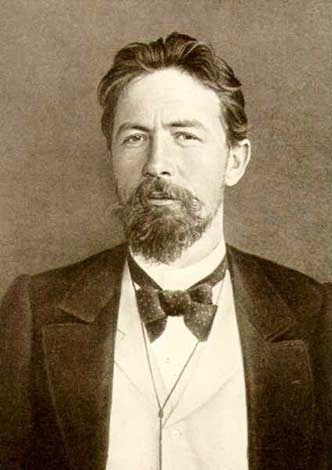
Anton Tschechow

## Zyklus
Der Mann im Futteral ist die erste Binnenerzählung aus der Kleinen Trilogie. Die restlichen Binnenerzählungen heißen Die Stachelbeeren und Von der Liebe.
In der Rahmenerzählung gehen der alte Tierarzt Iwan Iwanytsch Tschimscha-Glimalaiski und der Gymnasiallehrer Burkin in der Flur des Dorfes Mironossizkoje auf die Jagd. Zunächst – am ersten der drei Abende – erzählt der Lehrer dem Arzt die Geschichte von dem Mann im Futteral. Am darauffolgenden Tag kommen die beiden Jäger in ein Regenwetter und können bei dem um die vierzig Jahre alten Gutsbesitzer Aljochin übernachten. Bei der Gelegenheit erzählt der Arzt am zweiten Abend dem Lehrer und dem Gutsbesitzer die Geschichte von den Stachelbeeren. Der Leser ahnt schon: Am letzten Abend erzählt Aljochin seinen zwei Gästen die Geschichte Von der Liebe.

## Inhalt

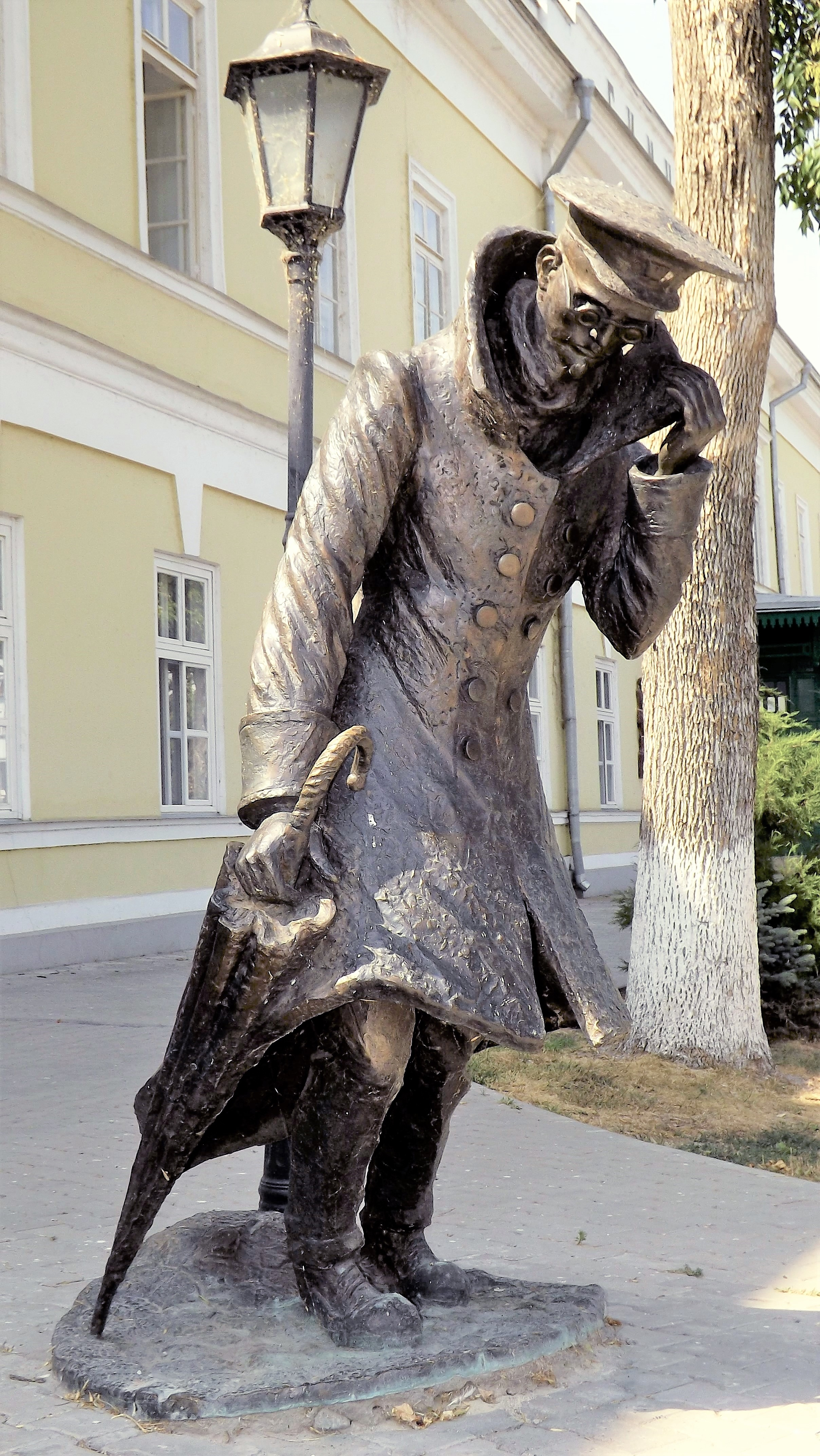
Skulptur in Taganrog: Der Mensch im Futteral (D. R. Begalow, 2010)

Der Erzähler Burkin hatte mit seinem Kollegen, dem reichlich 40-jährigen Griechischlehrer Belikow, im selben Haus Tür an Tür gelebt. Sogar bei schönem Wetter ging der Junggeselle Belikow – klein und geduckt – in wattiertem Paletot, Galoschen, mit Regenschirm und hochgeklapptem Kragen in die Schule. Beinahe jeder seiner Gebrauchsgegenstände steckte in einem Futteral – der Schirm, die Taschenuhr, das Taschenmesser. Hervorragendes Charaktermerkmal Belikows war seine übertriebene Sittenstrenge. Fünfzehn Jahre lang hatte dieser Lehrer das Gymnasium in seiner Gewalt gehabt. Sogar der Direktor hatte vor ihm Angst gehabt. Belikows Tod kam so: Als Michail Sawwitsch Kowalenko als neuer Lehrer für Geschichte und Geographie ans Gymnasium kam, folgte diesem stämmigen Ukrainer seine stattliche Schwester Warenka. Da hatte die Frau des Direktors eine Idee: Belikow sollte mit der ledigen Warenka verheiratet werden. Alle halfen dabei mit, die beiden zu verkuppeln und bald wartete man nur noch auf Belikows Antrag. Allerdings konnte Kowalenko, der mit seiner Schwester die Wohnung teilte, den Kollegen Belikow überhaupt nicht leiden und warf diesen schließlich während eines Hausbesuches – Warenka war gerade einmal abwesend – nach einem kurzen Streit die Treppe hinunter. 
Einen Monat nach dem Rausschmiss starb Belikow im Bett. An der Beerdigung nahm das Lehrerkollegium und sein Anhang teil. Warenka weinte, als der Sarg mit dem Toten in die Grube fuhr. Einen Trost hatte die Trauergemeinde. Es schien, als sei der Verstorbene zufrieden. Er lag in seinem Sarg wie in einem Futteral.

## Verfilmung
- Am 25. Mai 1939 hatte in der damaligen Sowjetunion der Film Der Mensch im Futteral[5] von  Isidor Annenski seine Premiere. Nikolai Chmeljow[6] spielte den Belikow, Michail Scharow den Kowalenko und Olga Androwskaja[7] seine Schwester Warenka.

## Deutschsprachige Ausgaben
- Der Mensch im Futteral und andere Erzählungen. Übersetzung Ottomar Schwechheimer und Walter Richter-Ruhland. Habbel Verlag, Regensburg  1949. 125 Seiten
- Der Mensch im Futteral und andere Erzählungen. Übersetzung Ottomar Schwechheimer und Walter Richter-Ruhland. Wilhelm Goldmann Verlag München 1959. 177 Seiten
- Der Mensch im Futteral. Erzählungen. Übersetzt von Kay Borowsky. Nachwort von Ludolf Müller. Reclam, Stuttgart 1978, 334 Seiten, ISBN 3-15-009901-3

### Verwendete Ausgabe
- Der Mensch im Futteral. Deutsch von Gerhard Dick. S. 336–351 in Wolf Düwel (Hrsg.): Anton Tschechow: Die Dame mit dem Hündchen. Meistererzählungen. (enthält noch: Die Gattin. Anna am Halse. Weißstirnchen. Der Mord. Ariadna. Das Haus mit dem Zwischenstock. Mein Leben. Die Bauern. Der Petschenege. In der Heimat. Auf dem Wagen. Bei Bekannten. Die Stachelbeeren. Von der Liebe. Jonytsch. Ein Fall aus der Praxis. Herzchen. Das Neue Landhaus. Auf der Dienstreise. Zur Weihnachtszeit. In der Schlucht. Der Bischof. Die Braut). 612 Seiten. Rütten & Loening, Berlin 1967 (1. Aufl.)